# Réacteur pressurisé européen
Pour les articles homonymes, voir EPR.
Le réacteur pressurisé européen ou EPR (initialement European pressurized reactor, renommé Evolutionary power reactor) est un réacteur nucléaire appartenant à la filière des réacteurs à eau pressurisée. C'est un réacteur de génération III+ selon la classification internationale.
Il s'agit d'un réacteur de forte puissance (~1 600 MWe) conçu dans les années 1990 par la co-entreprise franco-allemande NPI (Nuclear Power International), détenue à parts égales par Framatome SA et Siemens KWU. Depuis 2011, l'EPR est développé par les Français EDF et Framatome (ex Areva NP), à la suite du retrait de Siemens KWU.
Depuis décembre 2024, quatre EPR sont opérationnels : deux à la centrale nucléaire de Taishan en Chine entrés en service commercial en 2018 et 2019, un troisième à la centrale nucléaire d'Olkiluoto en Finlande mis en service commercial le 16 avril 2023 et un quatrième à la centrale nucléaire de Flamanville, connecté au réseau électrique le 21 décembre 2024. Deux autres EPR sont en construction au Royaume-Uni à la centrale nucléaire d'Hinkley Point, et deux autres sont prévus à la centrale nucléaire de Sizewell. L'Inde et plusieurs pays européens sont également en discussion pour la construction d'EPR.
Une version améliorée est en cours de développement, l'EPR2, dont six à quatorze réacteurs sont en projet en France.

## Objectif
Le réacteur pressurisé européen, ou EPR (rétroacronyme de Evolutionary Power Reactor), est conçu dans l'objectif d’améliorer la sûreté de fonctionnement et la rentabilité économique des centrales nucléaires par rapport à celles dotées de réacteurs de génération précédente. Sa durée de fonctionnement minimum à la conception est de 60 ans.

## Histoire du projet

### Intérêt initial
La fin des années 1980 marque le début de difficultés pour l'industrie nucléaire : le contre-choc pétrolier et la catastrophe de Tchernobyl entraînent le ralentissement voire l'abandon des programmes nucléaires dans la plupart des pays occidentaux. L'aboutissement du programme de construction des 58 réacteurs nucléaires français et des réacteurs nucléaires allemands entraîne également un excédent de production électrique, limitant la nécessité de mise en chantier de nouveaux réacteurs. Enfin le ralentissement de l'activité de construction de nouvelles centrales nucléaires fait peser un risque de perte d'emplois important et donc de nombreuses compétences de l'ensemble de la filière nucléaire. L'industrie nucléaire se tourne alors vers l'exportation, un marché où la rude compétition internationale invite à la consolidation des principaux acteurs nucléaires européens, et à la création d'un réacteur commun franco-allemand,. Ce rapprochement est également soutenu par les deux États dans le cadre du rapprochement franco-allemand voulu par le président français François Mitterrand et le chancelier de l'ex-RFA Helmut Kohl.

### Rapprochement franco-allemand et naissance du projet
Dans ce contexte, le français Framatome et l'allemand KWU (future filiale de Siemens) se rapprochent début 1986. L'objectif est de développer et commercialiser une technologie unique de réacteur nucléaire à eau pressurisée, d'abord pour les besoins des deux pays, puis pour l'ensemble des producteurs mondiaux d'électricité nucléaire. La même année, EDF présente une première esquisse de son réacteur du futur, le REP 2000 (pour « réacteur à eau pressurisée de l’an 2000 »), pour remplacer ceux en fonctionnement à l’horizon 2000-2015. Si ses caractéristiques sont encore à préciser, EDF l’imagine « évolutionnaire » et non « révolutionnaire ». Il s’agit d’optimiser et d’améliorer les paliers précédents par des progrès dans la sûreté, la puissance du réacteur, les coûts de production ainsi que l’utilisation de l'uranium.
Le 13 avril 1989, un accord de coopération entre Framatome et Siemens est signé et voit la création d'une compagnie commune, Nuclear Power International (NPI). Cette dernière a pour but la conception d'un « Produit Commun » correspondant à l'îlot nucléaire,,. Les autorités de sûreté française et allemande sont associées dans une instance commune, la DFD pour Deutsch-Französischer Direktionausschuss,.
De 1989 à 1992, les programmes nucléaires français et allemands ne sont pas unifiés : Framatome poursuit le programme REP 2000 commandé par EDF en développant les réacteurs N4+ (successeurs des réacteurs du dernier palier N4), et Siemens-KWU poursuit le programme Planungsauftrag commandé par les électriciens allemands en développant les réacteurs Konvoi B (successeurs des réacteurs Konvoi). En 1989, EDF, neuf producteurs d'électricité allemands et NPI amorcent un rapprochement de leurs trois programmes (Produit Commun, REP 2000 et Planungsauftrag), finalement concrétisé le 14 janvier 1992 par la naissance d'un projet unique : l'EPR, ou European Pressurized Water Reactor.
Après la « déclaration commune » des autorités de sûreté française et allemande en 1993, puis d'un « avis favorable » sur les grands concepts de sûreté de l'EPR, EDF et les énergéticiens allemands commandent à NPI en 1995 des études de « Basic Design, » qui s'achèvent en juin 1997 après plus d'un million d'heures d'ingénierie. L’avant-projet détaillé est proposé en octobre 1997 aux autorités de sûreté, ouvrant la voie aux études de réalisation plus détaillées,,. Il n'est à ce stade pas décidé d'un lieu pour la construction d'un réacteur « tête de série ».

### Instabilités politiques et industrielles
La fin des années 1990 est marquée par un changement de majorité politique des deux pays, qui s'accompagne de la mise en place en France du premier gouvernement Jospin en juin 1997, et de la coalition SDP/Les Verts du gouvernement Schröder en Allemagne en octobre 1998. Le premier est très réticent au développement du nucléaire en France et le deuxième fermement opposé au nucléaire en Allemagne, opposition concrétisée par le vote de l'abandon du nucléaire civil allemand en 2001. Les études détaillées de réalisation de l'EPR ne sont pas entreprises et une nouvelle version du « basic design » est remise à l'ASN en 1999, l'autorité de sûreté allemande s'étant retirée du projet. La même année, EDF se voit refuser l'accord du Gouvernement pour construire un EPR en France.
L'absence de perspective de nouveau réacteur nucléaire en Allemagne entraîne un retrait progressif de Siemens dès 1999, qui fusionne ses activités nucléaires avec Framatome SA en 2001 dans une nouvelle société nommée Framatome ANP (Advanced Nuclear Power). La même année, Framatome ANP fusionne à son tour avec la Cogema et CEA industrie pour former la multinationale Areva. En 2006, les activités de Framatome ANP sont renommée Areva NP (Nuclear Power). En 2011, Siemens revend sa participation dans Areva NP à Areva pour 1,62 milliard €,. En 2015, EDF initie le rachat d'Areva NP, qui redevient Framatome en 2018.
En 2002, le changement de majorité politique français, plus favorable au nucléaire, et la sélection de l'EPR à l'appel d'offre de l'électricien finlandais TVO en 2003 permettent à EDF d'insister sur la nécessité de la construction d'un EPR « tête de série » en France. Le site de Flamanville est retenu en octobre 2004, le décret d’autorisation de construction signé en avril 2007, et le premier béton coulé en décembre 2007.

## Caractéristiques techniques

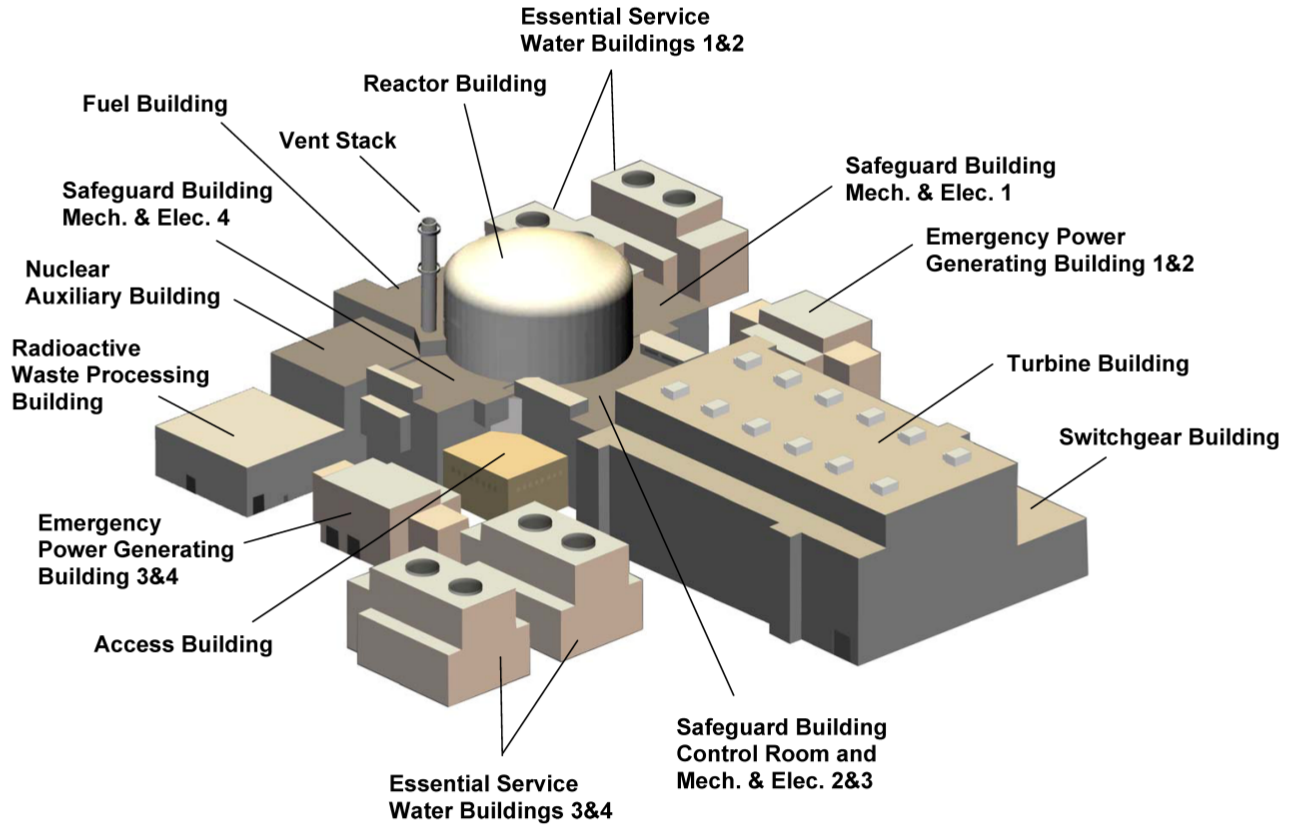
Arrangement et rôles des principaux bâtiments constituant un EPR (concept proposé en 2013 aux États-Unis).

L'EPR est un réacteur nucléaire à eau pressurisée (REP) dont la durée de fonctionnement minimum à la conception est de 60 ans. Par rapport aux REP antérieurs construits en France, l'EPR est un projet plus complexe et plus puissant (1 650 MW contre 1 450 MW pour les réacteurs N4 et Konvoi). Il est présenté par Areva comme étant « évolutionnaire » et non « révolutionnaire », car il représente une optimisation des technologies des réacteurs de deuxième génération plutôt qu'une rupture technologique.
Sur le plan de la sûreté, ses objectifs sont de limiter les risques d'accidents et leurs conséquences (notamment de fusion du cœur du réacteur, qui contient l'uranium enrichi), de réduire les doses de radiations susceptibles d'affecter le personnel, et de diminuer les émissions radioactives dans le milieu environnant. Le niveau d'exposition du personnel aux radiations est réduit d'un facteur deux, et le niveau d'activité des rejets d'un facteur dix par rapport aux installations les plus récentes en service.
Sur le plan de la compétitivité, Areva NP met en avant l'accroissement de puissance, une meilleure disponibilité, un meilleur rendement thermique et une plus grande durée de fonctionnement par rapport aux réacteurs de génération II.
Sur le plan technique, l’EPR se distingue notamment par son enceinte de confinement composée de deux parois en béton d'1,3 mètre d'épaisseur chacune, par quatre systèmes de refroidissement d'urgence indépendants, chacun capable de refroidir le réacteur après son arrêt, et par un nouveau dispositif, le récupérateur de corium, destiné à recueillir la partie du cœur fondu (corium) qui est susceptible de traverser la cuve (sans cela, le corium pourrait traverser le radier en béton, s'enfoncer dans la terre et contaminer l'environnement, dans le cas d'une fusion du cœur d'un réacteur nucléaire partielle ou totale).
| Section                   | Indicateur                                                  | EPR                                                        |
| ------------------------- | ----------------------------------------------------------- | ---------------------------------------------------------- |
| Puissance                 | Puissance électrique nette                                  | ~ 1 600 MW                                                 |
| Puissance                 | Puissance électrique brute                                  | ~ 1 700 MW                                                 |
| Puissance                 | Puissance thermique nominale                                | ~ 4 500 MWth                                               |
| Puissance                 | Rendement                                                   | 37 %                                                       |
| Enceinte de confinement   | Type                                                        | double enceinte                                            |
| Enceinte de confinement   | Enceinte interne                                            | Béton précontraint                                         |
| Enceinte de confinement   | Peau d'étanchéité (liner métallique)                        | avec                                                       |
| Enceinte de confinement   | Diamètre intérieur                                          | 48 mètres                                                  |
| Enceinte de confinement   | Hauteur intérieure au centre                                | 48 mètres                                                  |
| Enceinte de confinement   | Épaisseur de paroi interne                                  | 1,3 mètre                                                  |
| Enceinte de confinement   | Volume intérieur total                                      | 90 000 m3                                                  |
| Enceinte de confinement   | Enceinte externe                                            | Béton armé                                                 |
| Enceinte de confinement   | Épaisseur de paroi externe                                  | 1,3 mètre                                                  |
| Circuit primaire          | Pression de fonctionnement                                  | 15,5 MPa                                                   |
| Circuit primaire          | Température de l'eau à l'entrée de la cuve                  | 295,6 °C                                                   |
| Circuit primaire          | Température de l'eau à la sortie de la cuve                 | 330,2 °C                                                   |
| Circuit primaire          | Nombre de boucles                                           | 4                                                          |
| Circuit primaire          | Volume du circuit primaire (avec pressuriseur)              | 460 m3                                                     |
| Cuve                      | Diamètre intérieur                                          | 4 885 mm                                                   |
| Cuve                      | Hauteur totale                                              | 13,105 mètres                                              |
| Cuve                      | Épaisseur de la paroi à hauteur du cœur                     | 250 mm                                                     |
| Cuve                      | Matériau acier                                              | 16MND5                                                     |
| Cuve                      | Masse totale à vide                                         | 520 tonnes                                                 |
| Générateur de vapeur      | Nombre                                                      | 4                                                          |
| Générateur de vapeur      | Pression vapeur en sortie de GV à pleine charge             | 77,4 bars (abs)                                            |
| Générateur de vapeur      | Température en sortie de GV                                 | 293 °C                                                     |
| Générateur de vapeur      | Débit de vapeur par GV                                      | 2 197 tonnes/h                                             |
| Générateur de vapeur      | Surface d'échange                                           | 7 960 m2                                                   |
| Générateur de vapeur      | Hauteur totale                                              | 24,2 mètres                                                |
| Générateur de vapeur      | Masse totale (sans eau)                                     | 525 tonnes                                                 |
| Cœur                      | Combustible                                                 | Pastilles cylindriques d'UO2 faiblement enrichi (3-5%)     |
| Cœur                      | Hauteur active des crayons                                  | 4 200 mm                                                   |
| Cœur                      | Diamètre des pastilles                                      | 8,2 mm                                                     |
| Cœur                      | Diamètre externe des crayons                                | 9,5 mm                                                     |
| Cœur                      | Matériaux de gainage des crayons                            | M5                                                         |
| Cœur                      | Nombre de crayons par assemblage                            | 265                                                        |
| Cœur                      | Nombre d'assemblages de combustible dans le cœur            | 241                                                        |
| Cœur                      | Puissance linéique moyenne à puissance nominale             | 155 W/cm                                                   |
| Cœur                      | Taux de combustion (maximal d'un assemblage de combustible) | 56 à 62 GWj/tmli                                           |
| Contrôle de la réactivité | Nombre de grappes de contrôle                               | 89                                                         |
| Contrôle de la réactivité | Matériau absorbant                                          | grappes hybrides Ag.In.Cd et B4C                           |
| Pompe primaire            | Débit nominal par pompe                                     | 27 195 m3/h                                                |
| Pompe primaire            | Puissance à l'accouplement à chaud                          | 8 000 kW                                                   |
| Pompe primaire            | Hauteur manométrique totale                                 | 98,1 mètres                                                |
| Groupe turbo-alternateur  | Modèle de turbine                                           | Arabelle (tous) sauf l'EPR d'Olkiluoto (Siemens SST5-9000) |
| Groupe turbo-alternateur  | Nombre de corps haute pression                              | 1                                                          |
| Groupe turbo-alternateur  | Nombre de corps basse pression                              | 3                                                          |
| Groupe turbo-alternateur  | Vitesse de rotation du groupe turboalternateur              | 1 500 tr/min                                               |

### Génie civil
Quantités utilisées pour le génie civil principal (bâtiments de l'îlot nucléaire et de l'îlot conventionnel) d'un EPR (données Flamanville) : 400 000 m3 de béton, 50 000 tonnes d’armatures, soit sept fois le poids de la tour Eiffel.

### Pièces forgées

#### Îlot nucléaire

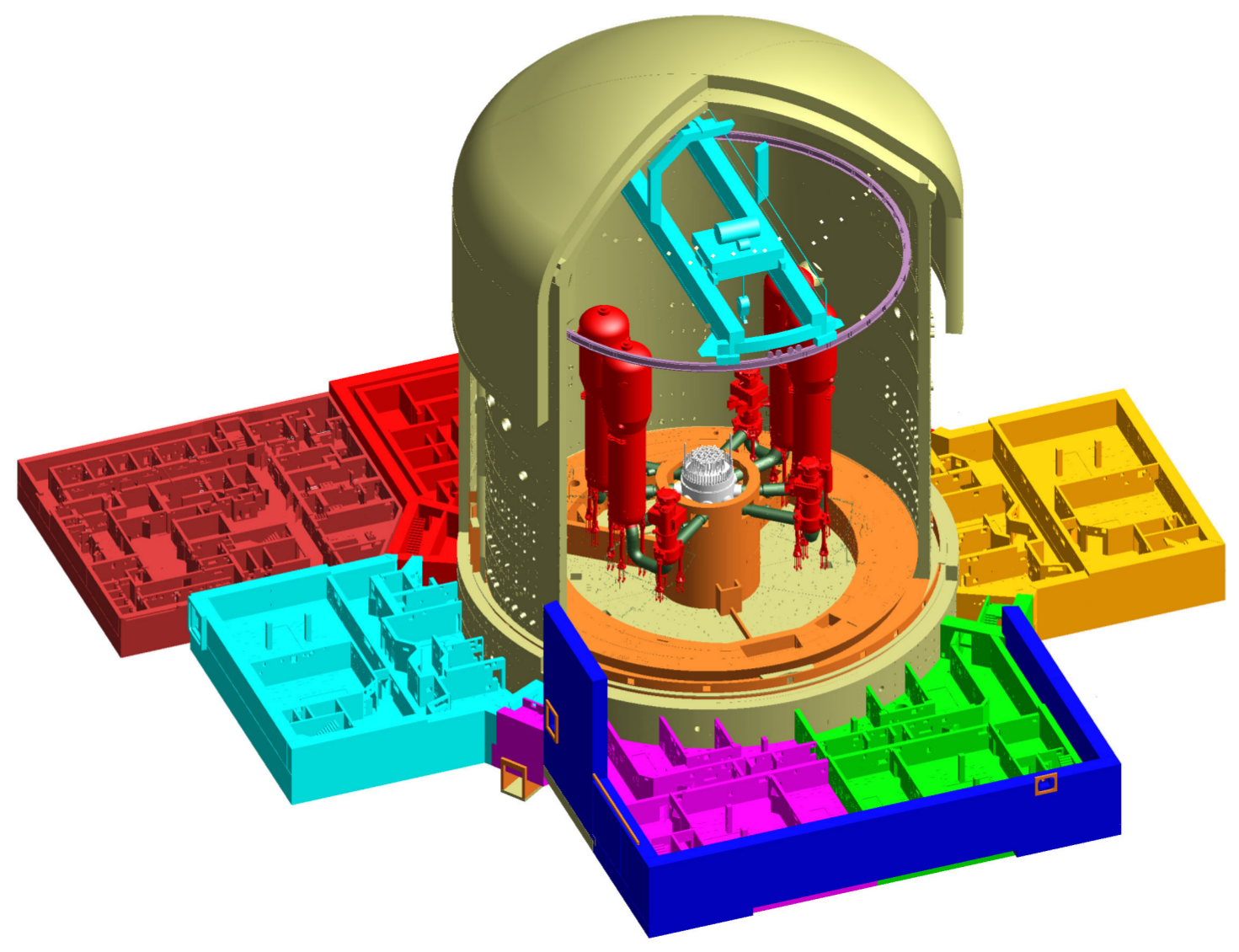
Vue en coupe de l'îlot nucléaire d'un EPR (concept proposé en 2013 aux États-Unis).

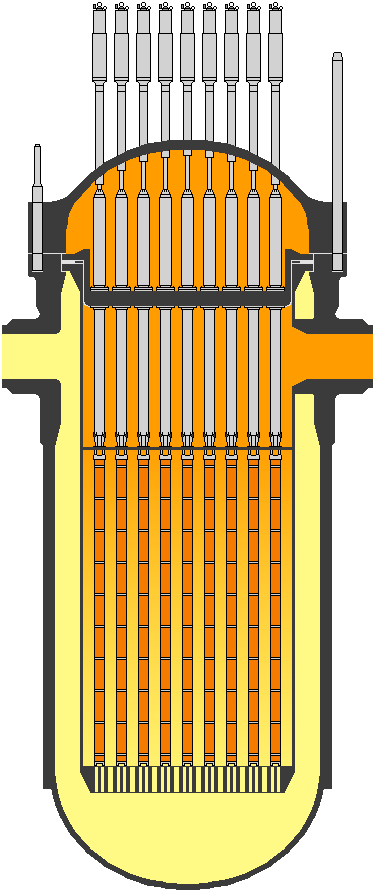
Le réacteur EPR ne comporte pas de traversées en fond de cuve.

Les composants forgés du cœur du réacteur (cuve, circuit primaire, générateurs de vapeur, groupe motopompe primaire, etc.) sont principalement fabriqués par Areva NP (Framatome depuis 2018). La cuve de l'EPR fait 11 mètres de haut et pèse plus de 425 tonnes. L'absence de traversée de fond de cuve (permettant le passage de l'instrumentation du cœur) permet une simplification du forgeage du fond inférieur de la cuve ; en contrepartie, l'instrumentation passe au travers du couvercle de la cuve, rendant sa réalisation plus complexe. De plus, la virole accueillant les tubulures du circuit primaire assure aussi le support du couvercle de la cuve, en faisant alors une pièce de dimension exceptionnelle forgée au Japon. En effet, les usines de Framatome à Chalon-Saint-Marcel et au Creusot Forge ne peuvent pas forger la totalité des composants du cœur de l'EPR, notamment cette virole portant les tubulures de la cuve. Un partenariat avec l'entreprise japonaise Japan Steel Works (JSW) a donc été conclu en octobre 2008, cette dernière étant la seule au monde à pouvoir forger cette virole de la cuve de l'EPR. Concernant l'EPR de Flamanville, 80 % de la cuve a été forgée par JSW et 20 % par Creusot Forge ; les générateurs de vapeurs ont été forgés à 70 % au Creusot Forge et à 30 % par JSW. Pour l'EPR d'Olkiluoto, la cuve a été forgée par Mitsubishi Heavy Industries.
La fabrication du cœur (assemblage, chaudronnerie, soudage, usinage et contrôles) est entièrement réalisée en France par Framatome. De 2006 à 2009, le Creusot Forge a investi dans sa chaîne de fabrication afin de pouvoir forger 90 % des 80 pièces critiques nécessaires à la réalisation d'un réacteur EPR.

#### Îlot conventionnel (non nucléaire)
L'îlot conventionnel (partie non nucléaire du réacteur) comprend principalement la salle des machines, dans laquelle se trouve le groupe turbo-alternateur produisant l'électricité, ses auxiliaires, ainsi que la station de pompage assurant le refroidissement de l’installation.
À l'exception de l'EPR d'Olkiluoto, dont l'ilot conventionnel est fourni par Siemens, Alstom (devenu GEAST en 2014 puis Arabelle Solutions en 2024) est le fournisseur de l'îlot conventionnel de tous les autres EPR. Ses usines se situent principalement en France et en Europe. Arabelle Solutions fournit notamment un groupe turbo-alternateur constitué d'une turbine à vapeur Arabelle-1700, la plus puissante au monde, qui mesure 70 mètres de long, 6,55 mètres de diamètre et pèse 1 100 tonnes. Elle est couplée à un alternateur de très forte puissance Gigatop 4 pôles,. Arabelle Solutions fournit également les deux groupes séparateurs/surchauffeurs (400 tonnes chacun, pour 24 mètres de long et 6 mètres de diamètre), le réchauffeur haute pression/basse pression, le condenseur, les pompes d'extractions et de recirculation, etc.,.

## Améliorations apportées

### Meilleure sûreté

#### Résistance aux agressions naturelles externes
Les bâtiments du réacteur, du combustible et des systèmes de sûreté sont situés sur un même radier en béton, qui est conçu pour résister aux séismes et aux ondes de choc. La hauteur du radier est définie en fonction du risque d'inondation, celle du radier de l'EPR de Flamanville est ainsi calculée pour prendre en compte l’évolution prévisible du niveau de la mer jusqu’en 2080.

#### Récupérateur de corium
Un récupérateur de corium en matériau réfractaire peut, dans le cas d'une fusion de cœur ayant conduit au percement de la cuve par la formation de corium, maintenir celui-ci dans l'enceinte de confinement pour le réfrigérer et empêcher une contamination de l'environnement.
Le dihydrogène, produit par le contact du corium et de l'eau du circuit primaire, est un gaz explosif et qui entraîne une hausse de pression à l'intérieur de l'enceinte de confinement, pouvant mener à l'explosion de cette dernière (comme lors de l'accident nucléaire de Fukushima). Dans l'EPR, cet hydrogène est recombiné afin d'éviter tout risque d'explosion.

#### Injection de sécurité et réfrigération de secours
Les systèmes d'injection de sécurité et de réfrigération de secours ont été renforcés grâce à l'adoption d'une organisation dite « à quatre fois 100 % » : quatre trains de sécurités sont présents autour du réacteur pour le refroidir. Chacun est suffisant pour assurer l'ensemble des opérations de refroidissement. Cela permet également une maintenance sur une des quatre files sans nécessité d'arrêter le réacteur,.
Ces quatre trains de sauvegardes sont situés dans quatre bâtiments séparés. Deux bâtiments sont «bunkerisés» c'est-à-dire à double enceinte pouvant résister à la chute d'un avion militaire lourd, et deux «non bunkerisés» mais situés à l'opposé l'un de l'autre supprimant le risque d'être atteint simultanément dans un même accident.

#### Alimentation électrique de sauvegarde
Comme pour les REP français actuellement en service, en cas de perte accidentelle d'alimentation électrique du réacteur, les systèmes de sauvegarde assurant le refroidissement du cœur sont alimentés par l'électricité du réseau électrique national à travers la ligne électrique principale du réacteur ou, en cas d'avarie sur celle-ci, par une ligne auxiliaire dédiée. Si les deux lignes électriques sont hors service, le réacteur s'arrête et quatre (contre deux pour les REP actuels) générateurs électriques de secours à moteur Diesel présents sur place démarrent, alimentant en quelques secondes les quatre systèmes de sauvegardes sus-mentionnés. Un seul générateur est suffisant pour assurer les actions de sauvegarde nécessaires.
Enfin, en cas de pertes simultanées des quatre générateurs électriques de secours, deux groupes électrogènes Diesel d’ultime secours (DUS) supplémentaires sont prévus. Ces derniers sont de conception différente, permettant une diversification des sources électriques, mais doivent être démarrés manuellement. Des batteries dotées de deux heures d'autonomie assurent l'alimentation des systèmes de protection le temps de la connexion et du démarrage des DUS.

#### Traversées en fond de cuve
Les traversées de fond de cuve (ouvertures par lesquelles pénètre l'instrumentation) ont été supprimées. Celles-ci étaient présentes sur les réacteurs à eau pressurisée Westinghouse, dont dérivaient les réacteurs français de Framatome, et pouvaient constituer un point faible de la cuve,.

#### Enceinte de confinement
L'enceinte de confinement est de conception double, comportant une enceinte interne inspirée des réacteurs français et une enceinte externe inspirée des réacteurs allemands. L'enceinte interne est en béton précontraint de 1,3 m revêtue d'une peau d'étanchéité en acier, conçue pour résister aux évènements internes, comme l'augmentation de pression pouvant être induite par une rupture du circuit primaire. L'enceinte externe est en béton armé de 1,3 m offrant une résistance aux agressions extérieures, notamment la chute d'un avion militaire lourd. Les éventuelles fuites de l'enceinte interne sont récupérées entre les deux enceintes et filtrées.

### Meilleures performances

#### Augmentation de puissance
La pression du circuit secondaire peut atteindre 77,4 bars en sortie des générateurs de vapeur, ce qui est d'après les promoteurs de l'EPR, la valeur conduisant au maximum de rendement pour un cycle à eau vapeur saturée, soit 37 % (contre 33 % pour les réacteurs à eau pressurisée actuels de deuxième génération).
La puissance délivrée par la chaudière nucléaire (4 500 MWth), associée à un rendement de 37 % font de l'EPR le modèle de réacteur le plus puissant au monde avec 1 660 MWe,.

#### Maintenance «tranche en marche»
L'EPR a été conçu de façon à accroître sa disponibilité de fonctionnement. Ainsi et contrairement à EDF qui réalise la maintenance de ses réacteurs uniquement lors de leurs d'arrêts, les électriciens allemands font de la maintenance lors du fonctionnement (maintenance dite « tranche en marche »). L'EPR étant de conception franco-allemande, sa conception permet une maintenance tranche en marche, principalement grâce à deux concepts :
- un quatrième train de sauvegarde, afin de permettre la maintenance sur l'un des quatre trains de sauvegarde lors du fonctionnement du réacteur, tout en maintenant un minimum de trois trains disponibles. Bien qu'un unique train de sauvegarde permette d'assurer l’entièreté du refroidissement du réacteur en situation accidentelle, une redondance de trois trains de sauvegarde a été décidée afin de garantir la disponibilité d'au moins l'un d'entre eux en cas d'accident[36] ;
- la réalisation de cloisons à l’intérieur du bâtiment réacteur, principe appelé « two room concept », permettant au personnel d'entrer dans certaines parties du bâtiment réacteur lorsque celui-ci est en puissance. Cela entraine néanmoins une complexification du génie civil[35],[36].

L'EPR2 n'étant plus développé par les électriciens allemands, ce dernier abandonne la possibilité d'effectuer de la maintenance tranche en marche (suppression du quatrième train de sauvegarde et du two room concept), au profit d'une amélioration de la constructibilité.

#### Pilotage du réacteur
Pour l'EPR, Areva NP a développé un nouveau mode de pilotage du cœur du réacteur appelé « mode T ». Celui-ci cumule les avantages des autres modes de pilotage utilisés par EDF sur son parc existant (« mode A » pour les réacteurs du palier CP0, « mode G » pour ceux des paliers CPY et P4/P'4, et « mode X » pour ceux du palier N4), ainsi que les avantages du pilotage des réacteurs allemands Konvoï. 
Ce Mode T permet des variations de puissance importantes, avec un contrôle totalement automatisé de la gestion des barres de pilotage, de la concentration en acide borique (dilution et borication), des effets de l'empoisonnement Xénon, de l'axial offset, etc. Enfin, ce mode permet aussi de piloter l"EPR avec deux stratégies : soit un objectif de minimisation des rejets d'effluents, soit la possibilité de multiples variations de puissance (afin de notamment réaliser du suivi de charge),.

### Meilleure utilisation du combustible et réduction des déchets

#### Combustible nucléaire
L'EPR est étudié pour fournir 22 % de plus d'électricité qu'un réacteur traditionnel à partir de la même quantité de combustible nucléaire, et pour réduire d'environ 15 à 30 % le volume de déchets radioactifs générés, grâce à une fission plus complète de l'uranium, « sachant que ces progrès associés à l'augmentation des taux d'irradiation concerneront aussi pour une large partie le parc actuel ».
Il est aussi le seul type de réacteur en France pouvant être chargé à 100 % en combustible MOX. En 2022, 24 des 56 réacteurs français sont habilités à recevoir ce type de combustible dans une proportion maximum d'un tiers du combustible total. Le MOX permet de recycler le plutonium dans les crayons de combustibles : après son passage dans le réacteur, la quantité de plutonium est réduite de moitié.

#### Rejets en tritium
Selon l'Autorité de sûreté nucléaire (ASN), le contrôle du cœur à l'acide borique étant conservé, les rejets en tritium de l’EPR sont équivalents à ceux des centrales actuelles. La mise en exploitation de réacteurs supplémentaires contrôlés à l'acide borique dissous (notamment l'EPR) devrait donc conduire, dans les années qui viennent, à une augmentation des rejets de tritium de l'industrie nucléaire. Les impacts du tritium dans l'environnement sont discutés, et réputés peu importants pour l'eau tritiée.

## Critiques évoquées

### Complexité du design
La complexité du design de l'EPR a été plusieurs fois mise en cause. En 2014, le directeur exécutif d’EDF Hervé Machenaud exposait devant l’Assemblée nationale la possibilité d’optimiser la conception de l’EPR, dont « la redondance de barrières de protection excessivement coûteuses sans rapport avec les faibles gains de sûreté obtenus » pouvait freiner ses capacités d'exportations. En 2016, le journaliste économique Jean-Michel Quatrepoint rapporte qu'au sein d'EDF « un certain nombre de cadres doutent depuis environ six ans de l'EPR ».
Lors des travaux de la commission d'enquête réalisés en 2022 sur la perte de souveraineté énergétique de la France, Henri Proglio (PDG d'EDF de 2009 à 2014) déclare que l'EPR serait « un engin trop compliqué, quasi inconstructible » et au design « totalement à revoir ». Selon lui, la double parenté franco-allemande de l'EPR a entrainé un niveau de complexité élevé afin de satisfaire aux exigences des autorités de sûretés française et allemande,. Cet argument est également partagé par Jean-Marc Jancovici, au sein de cette même commission.

### Risque d'explosion de vapeur d'eau
Une étude de l'Association internationale des médecins pour la prévention de la guerre nucléaire (IPPNW) estimait, en 2003, que le réacteur EPR pourrait occasionner de puissantes explosions de vapeur qui pourraient rompre l'enceinte de confinement ; l’Institut de protection et de sûreté nucléaire (IPSN) avait d'ailleurs identifié un risque possible dans une première analyse en 2000. En 2005, selon le Commissariat à l'énergie atomique (CEA), le problème était connu et résolu. Le CEA et l'IRSN (issu en 2001 de la fusion de l’IPSN et de l’OPRI) ont confirmé la résolution du problème pour l'EPR en 2008.
De plus, une telle explosion de vapeur d'eau provoquée par le contact du corium avec l'eau qui serait présente sous la cuve nécessiterait, au préalable, la fonte du cœur puis la percée de la cuve du réacteur par le corium, ce qui est un des accidents les plus graves possibles pour un réacteur à eau pressurisé. Ce scénario se rapprocherait de celui de Tchernobyl mais le RBMK (réacteur de grande puissance à tubes de force) est difficilement comparable à un REP (le RBMK ayant un coefficient de vide positif, une vitesse d’insertion des barres de contrôle trop lente et une terminaison de ces barres en graphite, un combustible peu enrichi, une absence d'enceinte étanche de confinement). À Fukushima, les REB (réacteur à eau bouillante) privés de toute source d'alimentation électrique et de refroidissement pendant plusieurs jours ont, certes, subi une fonte importante du combustible. Mais un tel événement ne s'est jamais produit sur un réacteur du parc REP actuel (durant l'accident nucléaire de Three Mile Island, il y a bien eu fusion partielle du cœur, mais la cuve est restée intègre).
« Pour l’EPR, les résultats des études de sûreté, réalisées par AREVA et examinées par le régulateur britannique aboutissent à une fréquence de fusion de cœur de 2,7 10–7 par année-réacteur, soit près de 200 fois moins que pour les réacteurs EDF de 900 MW. »

### Risque lié à la chute d'un avion (accident ou terrorisme)
Par rapport à un réacteur de deuxième génération, l'enceinte de confinement du réacteur EPR est initialement renforcée pour résister aux dégâts provoqués par la chute d'un avion de chasse. À la suite des attentats du 11 septembre 2001, la conception initiale est vérifiée et adaptée pour tenir compte de l'ensemble des conséquences liées à la chute d'un avion de ligne. Ceci conduit à un renforcement généralisé de la protection de l'installation vis-à-vis d'un impact direct et de ses conséquences.
Les capacités réelles de résistance de l'enceinte en béton sont en partie classées secret défense. Selon les autorités, il s'agit d'éviter que des terroristes éventuels puissent dimensionner leur attaque en fonction de sa résistance.
Fin 2013, l’autorité de sûreté nucléaire américaine (NRC) valide la « résistance de l’EPR à la chute d’un grand avion gros porteur ».

#### Contestation
L'organisation Réseau Sortir du nucléaire conteste les affirmations d'Areva et estime que l'EPR ne résisterait pas à la chute d'un avion de ligne. L'organisation rend public en 2003 un document d'EDF classé confidentiel défense relatif à la prise en compte du risque de chute d'avion dans la conception de l'EPR. En mai 2006, l'ONG anti-nucléaire Greenpeace mandate John Large (en) (expert britannique indépendant ayant des positions critiques de l'industrie nucléaire civile),,, qui affirme que « l'analyse d'EDF semble être technique et solide », mais soutient que la quantité de carburant embarquée dans un avion commercial pourrait éventuellement provoquer une explosion, et qu'il n'est pas impossible que les locaux abritant le combustible pourraient ne pas résister au choc causé par la chute de l'appareil,.
Pour EDF, l'« EPR prend en compte la chute d’un avion commercial et comporte des dispositions pour se prémunir contre les effets et conséquences d’une telle chute » : existence de quatre trains de sauvegarde distincts, présence d’une coque de protection en béton armé autour des bâtiments les plus sensibles dits « bunkerisés » (cœur du réacteur, bâtiment du combustible nucléaire et deux bâtiments de sauvegarde sur quatre), et la mise en place de sondes sur la centrale devant permettre l’arrêt automatique du réacteur en cas de crash, d'explosion ou de tremblement de terre,.
La classification confidentiel défense des informations techniques fait l'objet d'une polémique. Stéphane Lhomme, alors porte-parole de Réseau Sortir du nucléaire, est placé en garde à vue le 16 mai 2006 par la Direction de la surveillance du territoire (DST) sur réquisition de la section antiterroriste du Parquet de Paris, pour la possession d'un document classifié confidentiel défense relatif à la sûreté du réacteur EPR vis-à-vis du risque de chute d'avion, ce qui suscite diverses protestations. Le lendemain, pour protester contre cette garde à vue, diverses organisations (Réseau Sortir du nucléaire, Greenpeace, Les Amis de la Terre, etc.) publient sur leur site Web une copie du document confidentiel défense.

### Risque lié au système informatique de sûreté
Le 2 novembre 2009, les autorités de sûreté nucléaire du Royaume-Uni, de la Finlande et de la France ont émis des inquiétudes au sujet du système informatique de sûreté qui ne distinguerait pas les opérations quotidiennes des fonctions capitales. En effet, la partie du logiciel chargée de contrôler le fonctionnement normal et celle agissant en cas de problème seraient trop dépendantes l'une de l'autre même si la robustesse du réseau en lui-même n'est pas remise en cause.
Le 9 juillet 2010 l'ASN fait savoir à EDF que les éléments transmis n'ont toujours pas été jugés convaincants et a demandé des compléments,.
Le 12 novembre 2010, à la suite des réponses d'EDF et d'Areva dans le cadre du processus de certification de l'EPR au Royaume-Uni, l'Office for Nuclear Regulation (l'Autorité de sûreté nucléaire du Royaume-Uni) lève le point bloquant, ouvert en avril 2009, concernant le système informatique de sûreté (contrôle-commande numérique),.
Début avril 2012, dans un courrier adressé à EDF, l'Autorité de sûreté nucléaire française lève ses réserves sur l’architecture du contrôle-commande de l’EPR de Flamanville. Les Autorités de sûreté américaine, britannique et finlandaise poursuivent leur analyse technique sur ce sujet.

### Risque de perte des alimentations électriques
Dans ses études d’accident de perte totale des alimentations électriques extérieures, EDF prend en compte la récupération de ces alimentations électriques extérieures au bout de 24 heures, néanmoins, les alimentations électriques de secours de l’EPR auront une autonomie de 72 heures.
Afin de pouvoir mieux répondre à ce type d’accident sur ses centrales actuelles en fonctionnement, EDF a annoncé la création d’une « force opérationnelle » nationale d’intervention, la Force d’action rapide du nucléaire (FARN), incluant en particulier la constitution de matériels complémentaires d’apport en électricité mobilisables dans les 24 heures à l’échelle d’un site,.

## Coûts

### Structure des coûts de construction et de production d'un réacteur nucléaire
Le principal déterminant du coût de production d'un mégawattheure d'électricité d'origine nucléaire est le coût du capital nécessaire à la construction du réacteur,. L'électricité d'origine nucléaire voit son prix de production essentiellement lié au coût de fabrication du réacteur, tandis que les coûts fixes (combustible, personnel, loyer, consommable, etc.) comptent pour une part mineure du coût total de production,,,. Le capital initial nécessaire à la construction d'un réacteur s'élève à plusieurs milliards d'euros engagés sur plusieurs années, ce sans recette financière,. Le maitre d'ouvrage peut difficilement s'autofinancer uniquement sur ses capitaux propres, et doit donc se tourner vers l'emprunt. Le taux d'intérêt de cet emprunt à un impact important sur le cout final,,,.
Historiquement, le parc des 58 réacteurs nucléaires français de deuxième génération (cumulant 63 GW installés) a été financé par EDF, principalement sur ses fonds propres avant les années 1980, puis par l'emprunt de 40 milliards de francs sur les marchés financiers à partir des années 1980. Le risque de ce financement était porté par les consommateurs, qui en retour bénéficiaient d'un tarif de l'électricité avantageux. Bien que sans soutien direct de l'État, le monopole d'EDF, son faible endettement et sa notation financière AAA lui ont permis d'emprunter cette somme importante à un taux compétitif.
Depuis les années 1990, la fin du monopole d'EDF et la libéralisation des marchés de l'électricité en Europe ont rendu le financement de nouveaux réacteurs plus difficile,. En février 2022, la SFEN, en s'appuyant sur une étude réalisée par Standard & Poor's en 2020, rappelle qu'aucun des vingt plus grands producteurs d'électricité européens n'a la capacité de s'endetter seul, pour le financement de 10 GW de nouveaux réacteurs (soit six EPR), ce à un coût du mégawattheure produit acceptable,.

### Modèles de financement des EPR
Plusieurs méthodes de financement ont été utilisées pour construire les EPR, qui affectent le coût final du réacteur ainsi que sur les entités (maitre d'œuvre, exploitant, industriels, consommateurs ou État) supportant les deux principaux risques : le risque de travaux et le risque de marché, :
- sur capitaux propres d'EDF et emprunts pour l'EPR de Flamanville[81],[88]. EDF et Enel sont les deux investisseurs (respectivement à 87,5 % et 12,5 %), jusqu'en décembre 2012 où ENEL se retire du projet[89]. Ce modèle sans garantie de prix d'achat de l'électricité produite, ni soutien public au financement fait reposer sur EDF la totalité des coûts et des dérives du chantier[81]. EDF doit s'endetter pour financer les nombreux surcoûts du chantier de l'EPR[81],[84]. En juillet 2020, la Cour des comptes estime les intérêts de cet endettement à 4,22 milliards €, soit 30 % du coût de construction final[84] ;
- le modèle « Mankala » pour l'EPR d'Olkiluoto[82],[90]. Le chantier est financé par une société à responsabilité limitée composée d'un actionnariat de collectivités et d'industriels finlandais. L'exploitant TVO est tenu de leur vendre l'électricité produite à un prix stable et reflétant l’ensemble des coûts de production de l'EPR[81],[82],[90]. Le retard de livraison et la dérive des coûts du chantier ont obligé TVO à s'endetter sur les marchés financiers, sans pour autant percevoir de revenus de production d’électricité[90]. Cela à entrainé un endettement important de l'entreprise et une dégradation de sa notation financière[90]. Au total, l'EPR d'Olkiluoto a été financé à 75 % par l'emprunt et à 25 % par les fonds propres de ses actionnaires[81] ;
- dans la co-entreprise TNPJV pour les EPR de Taishan, détenue à 70 % par China General Nuclear Power Corporation (CGNPC), et à 30 % par EDF[91] ;
- sur capitaux propres uniquement et signature d'un contrat de différence bilatéral (contract for difference) pour Hinkley Point C[92],[93]. Ce modèle garantit aux deux investisseurs EDF Energy et China General Nuclear Power Corporation (CGNPC) un achat de l'électricité produite à un prix fixe de 89,50 £2012 /MWh pendant 35 ans[93]. Une augmentation des coûts de construction se traduit par une baisse du Taux de Rentabilité Prévisionnel (TRI), c'est-à-dire de la rentabilité du projet (initialement évaluée à 9 % en 2016, puis 7,1 % en 2021)[94],[95]. Les risques de travaux restent essentiellement portés par EDF Energy et CGNPC[81],[80] ;
- par un financement par Base d'actif régulé (Regulatory Asset Base), évoqué pour les EPR de la centrale de Sizewell C au Royaume-Uni[80],[96]. Ce modèle permettrait de diminuer le risque financier porté par EDF, qui aura une participation maximum de 20% dans la décision final d'investissement, au coté d'investisseurs privés, et d'une participation du Gouvernement britannique à hauteur de 1,3 milliard de livres sterling[97].

Ainsi, deux manières d'exprimer le coût total d'un réacteur nucléaire (EPR ou non) existent : le coût overnight (« si le réacteur avait été construit en une nuit ») correspondant au prix « brut » d'un EPR sans son financement ; et le coût à terminaison, incluant les frais de financement. Cela explique, à titre d'exemple, la différence entre le coût de l'EPR de Flamanville estimé par EDF en 2022 (coût overnight) à 13,2 Md €,, et celui estimé par la Cour des comptes en 2020 (avec frais financiers) à 19,1 Md €,.
La construction de réacteur par paire permet une économie des coûts par mutualisation des moyens de chantier,. Les chantiers des EPR de Taishan et Hinkley Point C ont également bénéficié du retour d'expérience des chantiers des EPR de Flamanville et Olkiluoto, permettant une optimisation des travaux et donc une baisse du coût final. Enfin, comme précisé dans le Rapport Folz, le coût initial annoncé pour les deux premiers EPR (Flamanville et Olkiluoto) parait largement sous-évalué.
Les six EPR en fonctionnement ou en construction se situent dans quatre pays (France, Finlande, Royaume-Uni et Chine), et ont différentes modalités de financements dans trois devises (euros, livres sterling et yuans) ; complexifiant l'estimation du coût d'un réacteur EPR. Néanmoins, tous les chantiers d'EPR dans le monde ont subi une dérive, plus ou moins importante, de leur coût initial :
| Nom du réacteur  | Coût initial                     | Coût final                                                     | Coût final                                                     | Pourcentage d'augmentation des coûts           |
| Nom du réacteur  | Coût initial                     | overnight (hors financement)                                   | financement inclus                                             | Pourcentage d'augmentation des coûts           |
| ---------------- | -------------------------------- | -------------------------------------------------------------- | -------------------------------------------------------------- | ---------------------------------------------- |
| Flamanville 3    | 3,3 Md €2005                     | 13,2 Md €2015,                                                 | 19,1 Md €2015                                                  | 300 % hors financement, 479 % avec financement |
| Olkiluoto 3      | 3,37 Md €                        | 11 Md €,                                                       | 11 Md €,                                                       | 226 %                                          |
| Taishan 1        | 60 Md￥, soit 8 Md €2007         | 95 Md￥, soit 12,2 Md €2019 pour les deux EPR                  | 95 Md￥, soit 12,2 Md €2019 pour les deux EPR                  | 60 %                                           |
| Taishan 2        | 60 Md￥, soit 8 Md €2007         | 95 Md￥, soit 12,2 Md €2019 pour les deux EPR                  | 95 Md￥, soit 12,2 Md €2019 pour les deux EPR                  | 60 %                                           |
| Hinkley Point C1 | 18 Md £2015,, soit 22,1 Md €2015 | 31 à 34 Md £2015,, soit 38,1 à 41,8 Md €2015 pour les deux EPR | 31 à 34 Md £2015,, soit 38,1 à 41,8 Md €2015 pour les deux EPR | 89 %                                           |
| Hinkley Point C2 | 18 Md £2015,, soit 22,1 Md €2015 | 31 à 34 Md £2015,, soit 38,1 à 41,8 Md €2015 pour les deux EPR | 31 à 34 Md £2015,, soit 38,1 à 41,8 Md €2015 pour les deux EPR | 89 %                                           |

Note : Le taux de conversion pour les EPR d'Hinkley Point C est celui de 2015, date de signature du contrat, fixé à 1,23 € = 1 £.
Selon l'étude publiée par la Société française d'énergie nucléaire (SFEN) en mars 2018, les coûts de construction (hors frais financiers) des premiers réacteurs EPR ont évolué de 2 025 US$/kWe au départ, à plus de 5 215 US$/kWe début 2018 pour celui d'Olkiluoto ; de 2 063 US$/kWe à 6 563 US$/kWe pour celui de Flamanville ; et de 1 960 US$/kWe à 3 150 US$/kWe pour ceux de Taishan. Les résultats de cette étude sont à revoir à la hausse pour les EPR d'Olkiluoto et Flamanville, dont les coûts de construction ont depuis été plusieurs fois réévalué.

### Comparaison des coûts des réacteurs de troisième génération
Toujours selon l'étude publiée par la SFEN en mars 2018, les modèles de réacteurs de troisième génération concurrents ont également subi des révisions à la hausse de leur coût de construction, mais dans une ampleur bien plus faible : de 5 565 US$/kWe à 6 802 US$/kWe pour les deux AP1000 de Vogtle aux États-Unis ; de 2 650 US$/kWe à 2 807 US$/kWe pour ceux de Sanmen en Chine ; de 2 673 US$/kWe à 3 041 US$/kWe pour les deux VVER1200 de Leningrad 2 en Russie ; et de 2 800 US$/kWe à 3 500 US$/kWe pour les quatre réacteurs Hualong-1 de Fuqing et de Fangchenggang en Chine.
Le principal facteur de dérive des coûts évoqué ne serait pas le modèle de réacteur, mais une perte de compétence généralisé de la filière nucléaire en Europe et aux États-Unis, causée par l'absence de nouveau chantier pendant deux décennies. À l'inverse, les pays ayant un programme nucléaire civil ininterrompu (Chine, Russie ou Corée du Sud) ont vu une bien moindre dérive des coûts.

## Réacteurs EPR en service
Selon l’Agence internationale de l'énergie atomique, un réacteur est considéré comme « opérationnel » ou « en service » depuis son premier couplage au réseau jusqu’à sa mise à l’arrêt définitif.

### Chine: Taishan 1 et 2

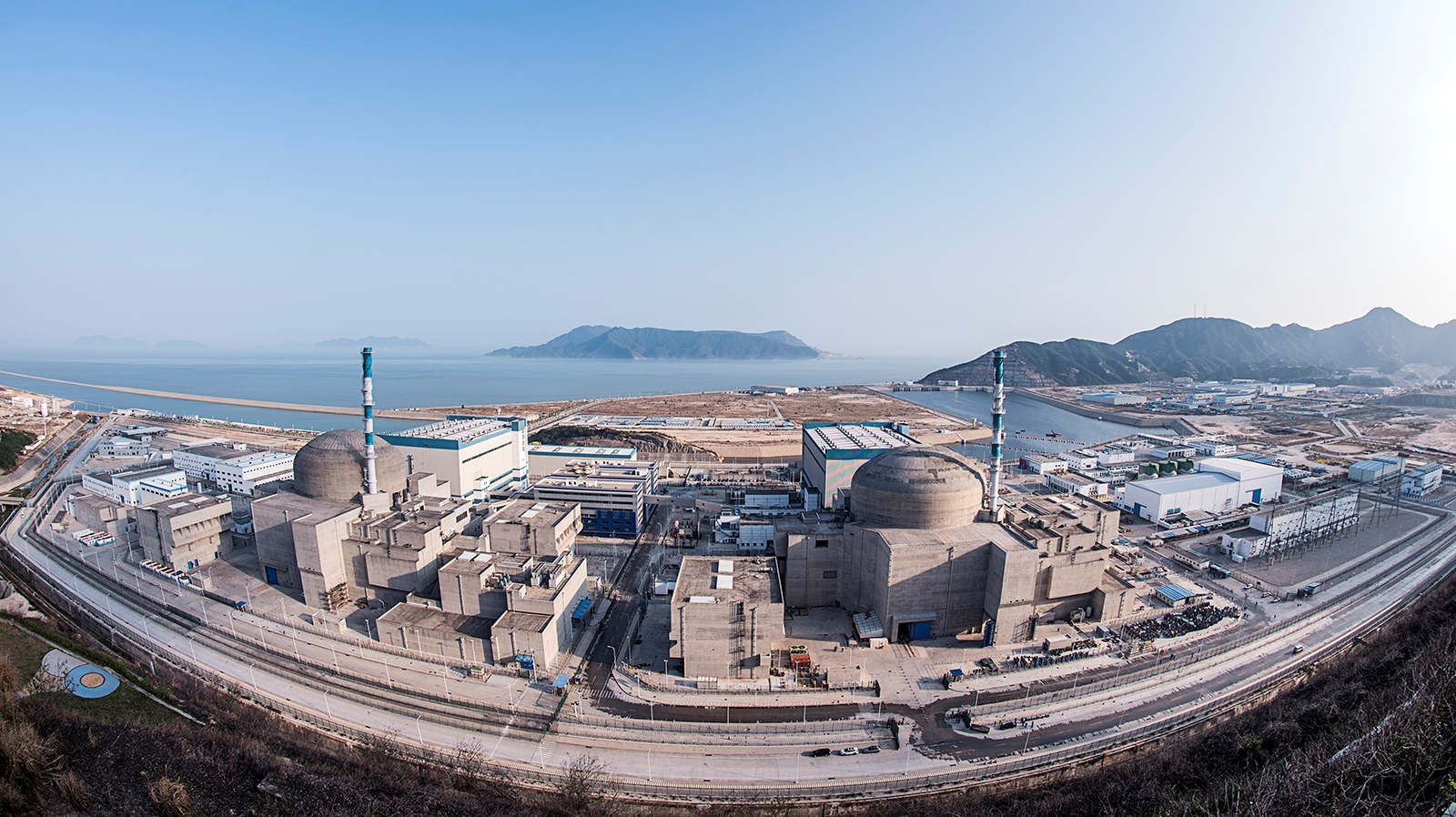
Centrale nucléaire de Taishan en 2019.

Le 26 novembre 2007, Areva et l'électricien chinois CGNPC annoncent la signature d'un contrat de huit milliards d'euros pour la construction de deux EPR à la centrale nucléaire de Taishan dans la province du Guangdong, associé à un contrat de fourniture de combustible de services et un transfert de technologie,. Le site est prévu pour accueillir éventuellement deux réacteurs supplémentaires. Ce contrat fait suite à un appel d'offres chinois de 2006 pour la construction de six réacteurs nucléaires de troisième génération, à l'issue duquel Westinghouse remporte la construction de quatre AP1000 au prix d'un important transfert de technologie, et Areva la construction de deux EPR.
La maîtrise d'ouvrage et l'exploitation sont assurées par la coentreprise TNPJVC, créée entre l'électricien chinois CGNPC (70 %) et EDF (30 %),,. La turbine de modèle Arabelle-1700 est fournie par Alstom (maintenant Arabelle Solutions). L'exploitation commerciale est initialement prévue en 2013 et le projet est baptisé CEPR pour Chinese EPR,.
Le premier béton de la tranche 1 est coulé le 18 novembre 2009, et celui de la tranche 2 le 15 avril 2010. En janvier 2015, la fin de construction est annoncée pour fin 2015 et la mise en service commerciale pour 2016. Selon un article du Monde publié en juillet 2015, « Des « observateurs » estiment que l’EPR n'aurait pas d'avenir en Chine, car les ingénieurs chinois sont désormais capables de construire eux-mêmes des centrales nucléaires ».
Après un retard de quatre ans sur le planning initial, Taishan-1 diverge pour la première fois le 6 juin 2018 puis est couplé au réseau électrique le 29 juin 2018, devenant le premier réacteur EPR à produire de l'électricité,. Sa mise en service commercial est prononcée le 13 décembre 2018,,. Taishan 2 diverge le 28 mai 2019, puis est couplé au réseau le 29 juin 2019,. Sa mise en service commercial est déclarée le 7 septembre 2019.
En juin 2021, l'EPR Taishan-1 est mis à l'arrêt à la suite de la détection d'une contamination du circuit primaire par des gaz rares radioactifs issus de la fission nucléaire, problème évoquant une rupture de certaines gaines de combustibles. Le circuit primaire étant fermé, ces contaminations restent confinées à l'intérieur du réacteur, sans contamination de l'environnement. Initialement, il est évoqué un défaut de conception de la cuve de l'EPR, responsable d'un flux hydraulique qui entrainerait des vibrations sur les assemblages de combustibles. Après analyses, EDF confirme en 2022 qu'il ne s'agit pas d'un problème de conception de la cuve, mais d'une « dégradation de la gaine de quelques crayons par un phénomène d’usure mécanique, localisée en partie basse des crayons. Cette usure mécanique est consécutive à la rupture de petits dispositifs de maintien des crayons dans les assemblages. Il s'agit d'un phénomène localisé, qui ne concerne qu'un nombre limité d'assemblages ». Dans l'attente d'un rapport d'expertise d'EDF à l'ASN, le démarrage de l'EPR de Flamanville est reporté. Le même problème est détecté sur Taishan-2 en juin 2022. Le 15 août 2022, Taishan-1 est redémarré. À la suite de cet incident, Framatome modifie la conception de ses assemblages de combustible en périphérie du cœur du réacteur afin de prévenir la récurrence du phénomène sur l'EPR de Flamanville.
Sur l'année 2023, Taishan-2 a fourni 12,884 TWh d'électricité sur le réseau électrique chinois, ce qui en fait le réacteur le plus productif au monde en une année, détrônant le réacteur français Chooz-B1 (ayant produit 12,51 TWh en 2012),,.

### Finlande: Olkiluoto 3

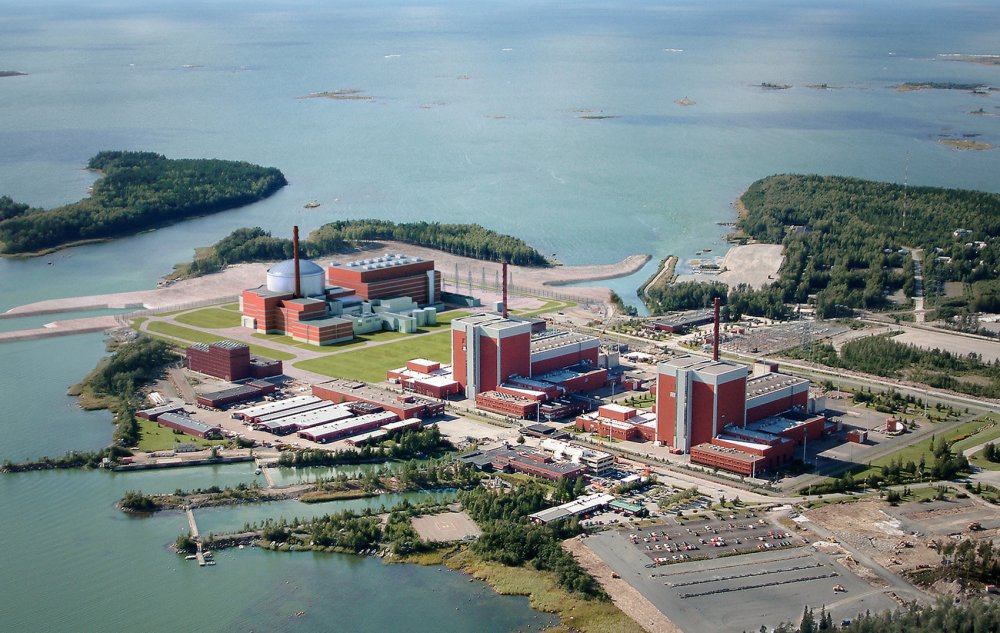
Projet d'EPR à Olkiluoto en Finlande (photomontage).

Un EPR a été construit à la centrale d'Olkiluoto en Finlande, pour le compte de l'exploitant et maitre d'ouvrage TVO, déjà exploitant des deux autres réacteurs de la centrale. À pleine puissance, l'EPR produit 15 % de l'électricité finlandaise.
La maîtrise d'œuvre est confiée à Areva et le génie civil à Bouygues Construction. La fourniture de l'îlot nucléaire est assurée par Areva et celle de l'îlot conventionnel (comprenant le groupe turbo-alternateur muni d'une turbine SST5-9000) par Siemens,. Le coût initial est estimé à 3,37 milliards d'euros et le délai de construction à quatre ans. La coulée du premier béton a lieu en juillet 2005, pour une mise en service prévue en 2009,.
Le chantier est rapidement marqué par des retards et des malfaçons, notamment des problèmes relatifs au système informatique de sûreté / contrôle commande. Ces nombreux écarts ont entrainé une forte élévation du coût et du délais de construction ; ainsi qu'à un contentieux entre Areva/Siemens et TVO de 2008 à 2018 (chacun s'accusant réciproquement d'être responsable des retards, et réclamant plusieurs milliards d'euros de dédommagement),. En mars 2018, Areva-SA (ancienne holding du groupe devenue sa structure de défaisance pour l'EPR d'Olkiluoto) et TVO signent un compromis pour régler leur contentieux : Areva-SA verse 450 millions d'euros à TVO, et les deux structures mettent fin à toutes les procédures.
Le combustible nucléaire est chargé en mars 2021 et la première divergence du réacteur a lieu le 20 décembre 2021,,. La première connexion au réseau électrique a lieu le 12 mars 2022. La mise en service commerciale est retardée une première fois à fin janvier 2023 en raison d'un arrêt pour réparation de fissures détectées en octobre 2022 sur des pompes alimentaires de la turbine ; puis une deuxième fois à avril 2023 pour réparation d'une soupape défectueuse, également située sur la turbine fournie par Siemens.
Avec treize ans de retard, l'EPR d'Olkiluoto est mis en service commercial le 16 avril 2023. Le montant final est évalué à 11 milliards d'euros. Les surcoûts induits par les nombreux retards auront couté plusieurs milliards d'euros à Areva, et participé au démantèlement de la multinationale.

### France: Flamanville 3

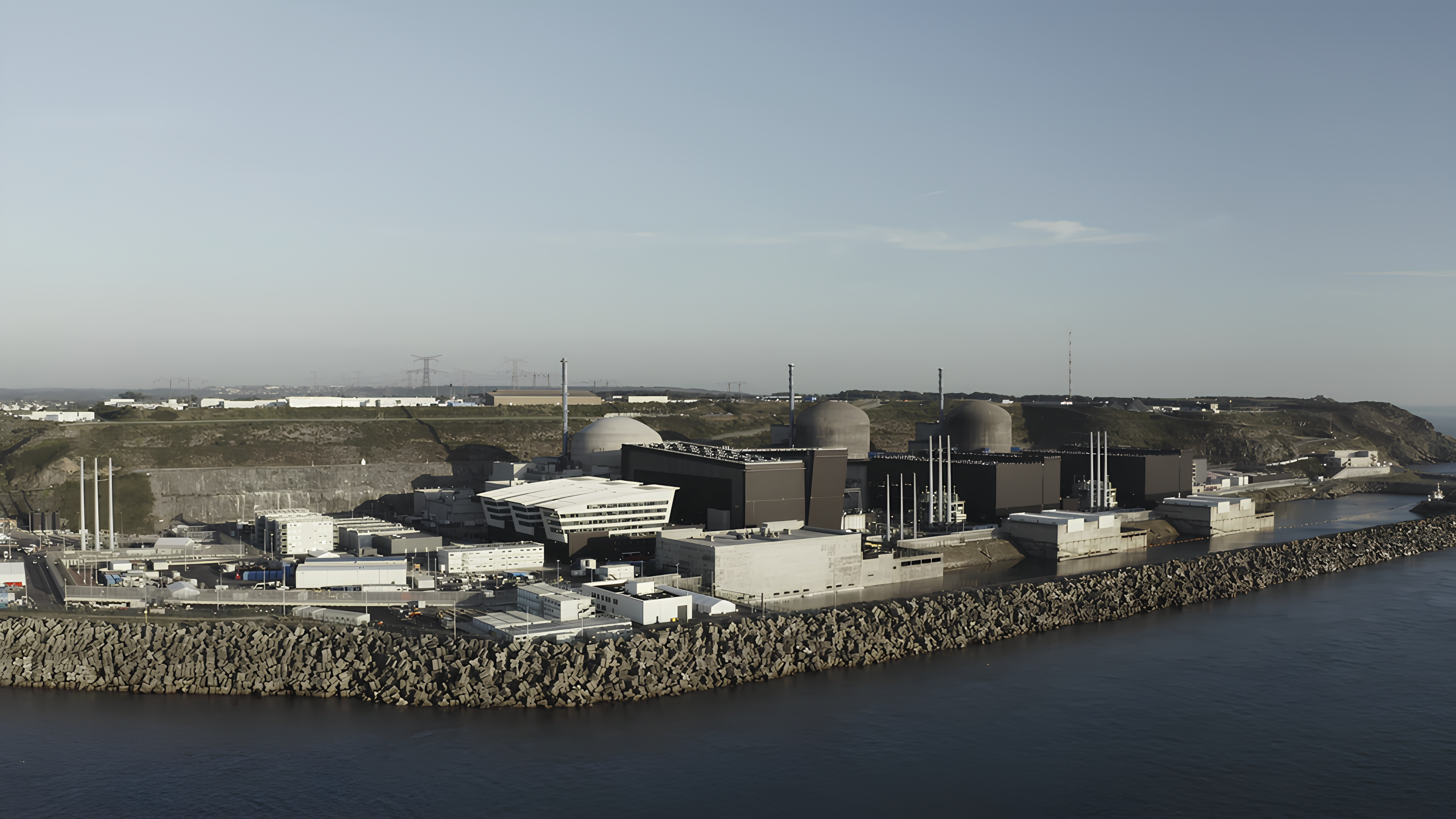
Centrale nucléaire de Flamanville en 2023 (EPR au premier plan).

Le réacteur no 3 de la centrale nucléaire de Flamanville est un « démonstrateur tête de série » du modèle EPR. La décision de construction de cet EPR est l'objet de tractations politiques importantes,,.
La maîtrise d'ouvrage et la maîtrise d'œuvre sont assurées par Électricité de France et le génie civil par Bouygues Construction. Areva fournit la chaudière nucléaire et Alstom l'îlot conventionnel équipé d'une turbine Arabelle-1700. La durée de construction initiale est estimée à 54 mois (soit un démarrage en 2012) pour un coût de 3,3 Md €2005,. La coulée du premier béton a lieu le 3 décembre 2007 et marque le début des travaux.
Le chantier est rapidement affecté par de nombreux retards et malfaçons, dont les plus notables sont : l'apparition de microfissures du béton du radier et anomalies de ferraillage,,, des défauts de soudure du liner métallique de l'enceinte de confinement,,, des anomalies de teneur en carbone du couvercle et du fond de la cuve du réacteur,,, des anomalies de soudures sur les circuits primaire, et secondaire,,, ou encore du travail dissimulé,,.
Bien que tous ces écarts aient fini par être traités par EDF, leur nombre et la complexité de traitement de certains d'entre eux ont entrainé une envolé des coûts, réévalués à 13,2 Md €2015 (sans coût du financement) par EDF en 2022,,, et 19,1 Md €2015 (avec coût du financement et de mise en service) par la Cour des comptes en 2020. De même, le délai de construction s'est prolongé jusqu'à un total de 17 ans, soit 12 années de plus qu'annoncé initialement.
Après le chargement du combustible nucléaire effectué en mai 2024, la première divergence du réacteur est réalisée le 3 septembre 2024, au lendemain de l'autorisation donnée par l'Autorité de sûreté nucléaire (ASN),. Le premier couplage au réseau électrique national est effectué le 21 décembre 2024.
Les nombreux déboires de construction du réacteur EPR ont participé au rachat d'Areva par EDF en 2018, ainsi qu'à la rédaction en 2019 par Jean-Martin Folz (alors ancien PDG de PSA) d'un rapport sur le chantier de l'EPR de Flamanville,. Ce « Rapport Folz » ne met pas en cause le modèle de l'EPR, mais fait état de nombreuses défaillances des acteurs de la filière nucléaire française (EDF, Areva, Framatome, sous-traitants, etc.), ainsi que des politiques et des institutions réglementaires françaises.

## Réacteurs EPR en construction

### Royaume-Uni: Hinkley Point C

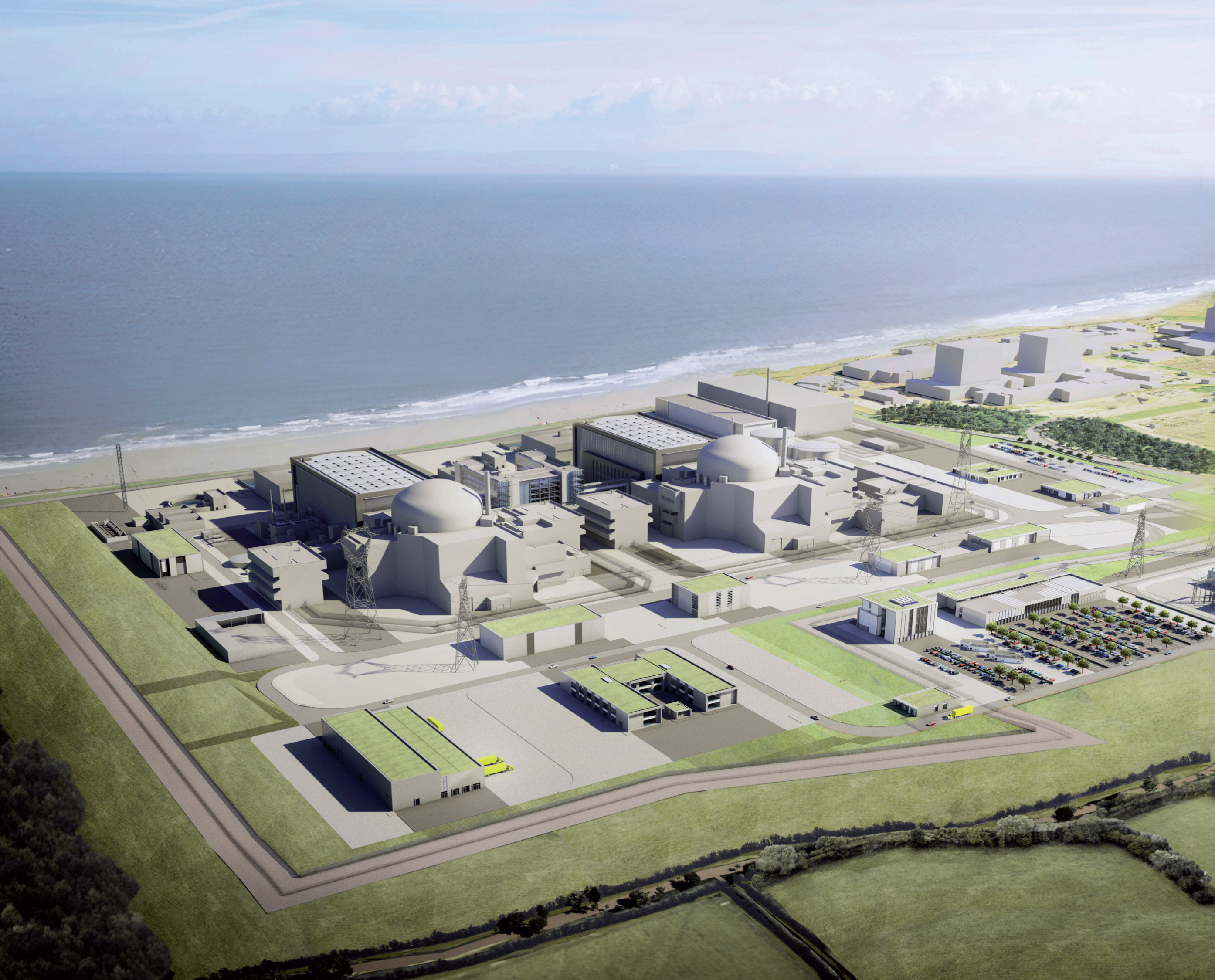
Simulation tridimensionelle des réacteurs EPR d’Hinkley Point C 1 et 2.

Deux EPR sont en cours de construction à la centrale nucléaire d'Hinkley Point au Royaume-Uni, sous les noms Hinkley Point C1 et C2. La centrale accueille déjà quatre réacteurs de la filière GCR (réacteur graphite/gaz) : deux réacteurs Magnox en cours de démantèlement (Hinkley Point A1 et A2) et deux réacteurs AGR à l'arrêt définitif depuis 2022 (Hinkley Point B1 et B2).
Dans le cadre de sa transition énergétique, de l'amélioration de sa souveraineté énergétique et de la décarbonation de sa production d'électricité, le Royaume-Uni décide dans les années 2000 la construction de nouveaux réacteurs nucléaires (la majorité de ses réacteurs devant s'arrêter au début du xxie siècle),. En 2007, EDF et Areva envisagent la construction d'EPR en Grande Bretagne et initient le processus de certification du réacteur auprès de l'autorité de sûreté britannique (Office for Nuclear Regulation, ONR),,. Cette dernière délivre l'autorisation de construction de nouveaux réacteurs à Hinkley Point en novembre 2012 et certifie l'EPR au Royaume-Uni en décembre 2012,. L'autorisation finale de construction des deux EPR d'HPC est délivrée par l'ONR en mars 2013.
La signature de l'accord final et le lancement du chantier sont retardés de plusieurs années dû à des négociations difficiles sur le financement du projet (impliquant EDF, Areva, CGN, CNNC, Centrica et le Gouvernement britannique), ainsi que sur la garantie par le gouvernement d'un prix d'achat de l'électricité produite,. Un premier accord est signé en octobre 2013, avec un prix d'achat de l'électricité garanti à 92,50 ₤/MWh (sous forme d'un Contract for Difference, méthode déjà utilisé dans le secteur éolien). Cette mesure de soutien, bien que validée par la Commission européenne en octobre 2014, est dénoncée mi-2015 devant la Cour de justice de l'Union européenne (CJUE) par l'Autriche, le Luxembourg, des collectivités locales et des fournisseurs d'électricité allemands et autrichiens,. La plainte est déboutée en première instance par le Tribunal de l'Union européenne en juillet 2018, et le verdict est confirmé par la CJUE en septembre 2020,.
Le 15 septembre 2016, le Gouvernement britannique signe le contrat de construction d'Hinkley Point C pour un montant total de 18 milliards de £2015,, avec la coentreprise NNB Generation Company Limited, détenue à 66,5 % par EDF et à 33,5 % par la compagnie chinoise China General Nuclear (CGN),. La maîtrise d'œuvre est assurée par EDF pour le compte du maître d'ouvrage et futur exploitant EDF Energy. Les travaux préparatoires commencent en 2016 et la coulée du premier béton marquant le début des travaux à lieu le 11 décembre 2018 pour le premier réacteur, puis le 12 décembre 2019 pour le deuxième,,. La mise en service du premier réacteur est alors prévue pour 2026.
Le chantier est marqué par plusieurs retards entrainant un décalage de la mise en service à 2031 au plus tôt, ainsi qu'un dérapage du coût total estimé début 2024 entre 31 et 34 milliards de £2015,.

## Réacteurs EPR en projet

### Projets d'EPR approuvés

#### Royaume-Uni: Sizewell C

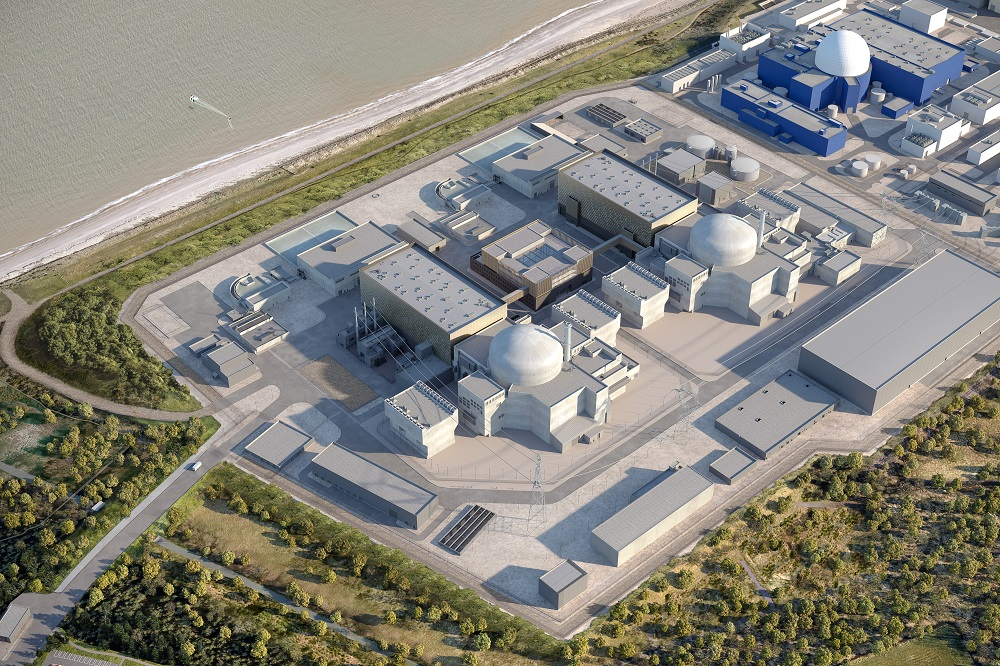
Rendu 3D en vue aérienne des EPR de Sizewell C (Sizewell B étant dans le coin supérieur droit).

En mai 2020, EDF a déposé une demande d’approbation du projet de Sizewell C. Les réacteurs seront une quasi-réplique de Hinkley Point C afin de profiter du retour d’expérience, réduisant coûts et risques pour le projet. Le projet devrait créer 25 000 emplois et 70 % des investissements seront réalisés au Royaume-Uni. Le 20 juillet 2022, la demande de construction est approuvée par le secrétaire d’État britannique aux affaires, à l’énergie et à la stratégie industrielle, Kwasi Kwarteng.
En novembre 2022, les parts de CGN sont rachetées par le Gouvernement britannique. Ce dernier annonce un investissement de 679 millions £ et sera actionnaire à 50 % au côté d'EDF et d'investisseurs privés, EDF ne gardant qu’une participation minoritaire d'un maximum de 20 % à la décision finale d’investissement. Les pré-qualifications des futurs potentiels investisseurs privés commencent en septembre 2023.
Les pré-travaux commencent début 2024 après obtention de l'autorisation le 15 janvier 2024.

### Projets d'EPR évoqués

#### Inde: Jaitapur
L'Inde a un projet, amorcé dès 2009 par Areva et le groupe de nucléaire public indien NPCIL, de construire deux à six réacteurs EPR à Jaitapur, sur la côte ouest du pays (mer d'Arabie), environ à mi-distance de Mumbai et Goa.
En 2016, EDF reprend le dossier et soumet une proposition révisée sur la base de six EPR afin de permettre des économies d'échelle.
En mars 2018, lors de la visite en Inde du président Macron, EDF et NPCIL signent un accord sur le projet de centrale de Jaitapur, qui définit le schéma industriel du projet, les rôles des partenaires et le calendrier des prochaines étapes. À la suite de cet accord, EDF remet, en décembre 2018, une offre commerciale pour la construction des six réacteurs, pour une puissance totale de 10 GW.
Le 23 avril 2021, EDF annonce avoir remis au groupe nucléaire public indien NPCIL une « offre technico-commerciale engageante ». NPCIL aurait estimé l'investissement nécessaire pour construire la centrale à plus de 30 milliards €. L'offre d'EDF ne comprend ni le financement, ni même la construction des six réacteurs, mais seulement les études d'ingénierie et la fabrication des équipements les plus critiques comme les cuves des réacteurs ou les générateurs de vapeur. EDF espère qu'un accord-cadre engageant pourra être signé au premier semestre 2022. Des points essentiels restent néanmoins à clarifier avec les autorités indiennes : le partage des responsabilités entre EDF et NPCIL, la responsabilité civile d'EDF en cas d'accident, la mise en œuvre d'une norme de haute qualité pour les soudures. EDF devra aussi parvenir à rassurer les opposants sur la sismicité du site qu'elle estime « modérée ».

#### Pays-bas: Borssele
Les Pays-bas exploitent depuis 1973 un unique réacteur nucléaire de 482 MW à la centrale nucléaire de Borssele. En décembre 2021, dans le cadre de la décarbonation de son mix électrique dépendant principalement du gaz et du charbon (respectivement à 58,9 % et 14,4 % en 2019) ; la nouvelle coalition au pouvoir envisage la construction de deux nouveaux réacteurs, opérationnels à l'horizon 2035,. En décembre 2022, le site de Borrsele est préféré pour la construction de cette future paire. Chaque réacteur doit avoir une puissance unitaire comprise entre 1 000 MW et 1 650 MW, et à eux deux ils doivent assurer 9 à 13 % de la production d'électricité aux Pays-Bas à leur mise en service.
Trois modèles de réacteurs sont envisagés : l'APR1400 de KHNP, l'AP1000 de Westinghouse et l'EPR d'EDF.

#### Pologne
La Pologne, qui dépend à 70 % du charbon pour sa production d'électricité, envisage dans le cadre de sa transition énergétique un mix d'énergie renouvelable (notamment l'installation de 8 à 11 GW d'éolien en mer Baltique et 5 à 7 GW de photovoltaïque) associé à la construction de 6 à 9 GW d'électricité d'origine nucléaire. Il s'agit en 2022 d'un pays sans centrale ni industrie nucléaire, imposant alors le choix d'un constructeur étranger. Plusieurs concurrents internationaux sont en lice, principalement l'AP1000, l'APR1400 et l'EPR, dans ce programme dont le coût est estimé à 34 milliards €. Il est prévu la construction de six réacteurs nucléaires sur trois sites.
EDF remet en octobre 2021 une « offre préliminaire non engageante » de construction de quatre à six réacteurs nucléaires sur deux à trois sites, pour une puissance totale de 6,6 à 9,9 GW, soit « 40 % de la consommation électrique de la Pologne pendant 60 ans » selon EDF.
Trois AP1000 américains de Westinghouse sont sélectionnés pour la première centrale de Lubiatowo-Kopalino, puis deux APR1400 du sud coréen KHNP sur un deuxième site. EDF reste concurrente pour la construction d'un EPR sur un troisième site,.

#### Slovénie: JEK2
La Slovénie co-exploite avec la Croatie l'unique réacteur du pays, Krško 1, de 688 MW, dans la centrale nucléaire de Krško, à travers leur filiale Nuklearna Elektrarna Krško (NEK), co-détenue à parts égales entre l'exploitant Slovène GEN Energija et l'exploitant croate HEP group. Ce réacteur fournit environ 35 % de l'électricité slovène, dont une partie est exportée en Croatie.
En janvier 2010, la possibilité de construction d'un second réacteur (projet baptisé JEK2) est proposée au ministre de l'Économie par GEN Energija. En juin 2021, le gouvernement slovène accorde à GEN Energija l'autorisation de poursuivre le développement de JEK2 pour un réacteur à eau pressurisé de 1 100 MW. La décision d'investissement de JEK2 sera soumise à un référendum et la décision finale de construction et d'investissement sera rendue avant 2028. 
Pour des raisons de stabilité géopolitique, le type de réacteur sera de conception « occidentale » : l'APR1400 du sud-coréen KHNP, l'AP1000 américain de Westinghouse ou l'EPR/EPR1200 d'EDF. En octobre 2023, la puissance totale maximum envisagée pour le projet JEK est augmentée de 1 100 MW à 2 400 MW. Lors du salon WNE 2023, EDF remet à GEN Energija un corpus de solutions technico-commerciales pour la construction d'un EPR ou d'une paire d'EPR1200. En janvier 2025, GEN Energija annonce que KHNP n'a pas soumis d'offre et ne participe donc plus à l'appel d'offre du projet JEK2. Le coût de construction est estimé entre 9 milliards (un réacteur de 1 000 MW) et 15 milliards d'euros (un réacteur de 1 600 MW).

#### Suède et Finlande: l'entreprise Fortum
L'énergéticien finlandais Fortum (exploitant de la centrale nucléaire de Loviisa en Finlande, et ayant des parts dans les centrales nucléaires suédoises de Forsmark et d'Oskarshamn) lance en novembre 2022 pour deux ans une étude de faisabilité pour la construction de nouveaux réacteurs (grands réacteurs et SMR) en Suède et en Finlande,. En décembre 2022, EDF et Fortum signent un premier accord de coopération pour explorer les possibilités de construction de réacteur EPR, ainsi que du SMR d'EDF en développement baptisé Nuward. Un accord similaire est signé en juin 2023 avec Westinghouse pour évaluer les possibilités de construire son réacteur AP1000, ainsi que son SMR dérivé, l'AP300. D'autres constructeurs sont également en lice : le sud-coréen KEPCO avec son réacteur APR1400, le SMR britannique de Rolls-Royce, le SMR nippon-américain BWRX-300, le SMR suédois Kärnfull Next, ou encore les SMR finlandais Outokumpu et Helen.
Après deux ans d'études de faisabilité, Fortum décide en mars 2025 de poursuivre les études de développement de deux grands réacteurs, l'EPR d'EDF et l'AP1000 de Westinghouse, et un seul modèle de SMR, le BWRX-300 de GE-Hitachi. EDF et Fortum prolonge leur coopération par la signature d'un Early Work Agreement en juin 2025.

## Projets d'EPR abandonnés

### France: un EPR à Penly
Le 30 janvier 2009, le président de la République, Nicolas Sarkozy, annonce la construction d'un EPR sur le site de la centrale de Penly en Seine-Maritime, dont les parts seraient détenues par EDF à 50 %, GDF Suez à 25 %, Total, E.on et Enel à 25 %. Mi-2009, le ministre de l’Écologie et de l’Énergie Jean-Louis Borloo déclare qu'un troisième EPR n'est pas d'actualité. GDF Suez se retire du projet fin septembre 2010, et en mai 2011, selon Christophe de Margerie, alors PDG de Total, la réflexion sur le projet aurait été stoppée.
Le 21 juillet 2011, EDF annonce que la mise en service ne se fera plus en 2017 mais en 2020, puis le 4 octobre 2011, EDF demande un nouveau report à 2012 de l'enquête publique, qui a déjà été repoussée à octobre 2011, tout en précisant que le projet n'est pas suspendu. En juillet 2012, la ministre de l'Écologie Delphine Batho déclare que le projet d'EPR à Penly est abandonné, et aucun nouveau réacteur EPR n'est prévu en France,.
EDF présente au gouvernement début 2021 un programme de construction de trois paires de réacteurs EPR optimisés, appelés EPR2, dont le coût de construction est estimé à 46 milliards d'euros. La relance du programme nucléaire français est actée par le président de la République Emmanuel Macron lors de son allocution télévisée du 9 novembre 2021,, puis confirmée le 10 février 2022 avec la construction de six EPR2 d'ici 2050 (avec une première mise en service à l'horizon 2035). Sur proposition d'EDF, la centrale de Penly est choisie en Conseil de Politique Nucléaire pour la construction de la première paire d'EPR2, suivi de la centrale de Gravelines pour la deuxième paire et de la centrale du Bugey pour la troisième paire,. Une étude est également lancée pour la réalisation de huit EPR2 supplémentaires.

### États-Unis: l'US-EPR
En septembre 2005, l'électricien Constellation Energy et Areva s'associent au sein du consortium UniStar Nuclear pour promouvoir l'EPR, dont le nom est changé en US-EPR. Suivi en août 2007 de la création de UniStar Nuclear Energy (consortium EDF/Constellation Energy), qui détient 50 % de UniStar Nuclear, Areva détenant l'autre moitié,,.
Le 11 décembre 2007, Areva NP, Inc. dépose la demande de validation de la conception (Design Certification Application) de l'US-EPR auprès de la Nuclear Regulatory Commission, la commission de régulation nucléaire des Etats-Unis,.
Constellation Energy se retire fin 2010 de UniStar Nuclear Energy et EDF devient l'unique actionnaire,. Cela entraine un recours contre EDF auprès de l'Atomic Safety and Licensing Board (ASLB) (en) aboutissant le 30 août 2012 à un refus de la demande de licence pour la construction et l'exploitation du réacteur EPR de Calvert Cliffs 3 dans le Maryland. En effet en application des dispositions en vigueur aux États-Unis, une société étrangère ne peut ni demander de licence, ni exploiter une installation nucléaire aux États-Unis.
Finalement, en mars 2015, Areva et EDF suspendent leur projet d'EPR aux États-Unis et EDF vend en août 2021 la totalité des parts détenues dans Constellation Energy Nuclear Group,.
| Pays       | Implantation                            | Nombre de réacteur | Puissance unitaire nette (MWe) | Début du projet | Abandon du projet |
| ---------- | --------------------------------------- | ------------------ | ------------------------------ | --------------- | ----------------- |
| États-Unis | Nine Mile Point (New-York) (Réacteur 3) | 1                  | 1 650                          | 2007            | 2013              |
| États-Unis | Calvert Cliffs (Maryland) (Réacteur 3)  | 1                  | 1 650                          | 2007            | 2015              |
| États-Unis | Bell Bend (Pennsylvanie)                | 1                  | 1 650                          | 2008            | 2014              |
| États-Unis | Callaway (Missouri) (Réacteur 2)        | 1                  | 1 650                          | 2008            | 2009              |

### Kazakhstan: la centrale d'Ülken
Bien qu'étant l'un des plus gros producteurs d'uranium naturel au monde, le Kazakhstan n'a exploité qu'un seul réacteur nucléaire, le BN-350 soviétique, de 1973 à 1999. Sa production d'électricité repose quasi exclusivement sur des combustibles fossiles, principalement sur des centrales à charbon et à gaz. Dans le cadre de la transition énergétique du pays et de sa décarbonation de la production électrique, le président kazakh Kassym-Jomart Tokaïev annonce en septembre 2021 des objectifs de développement des énergies renouvelables ainsi que la possibilité de construction de nouveaux réacteurs nucléaires. Le site d'implantation préférentiel de cette future centrale est situé près de la ville d'Ülken dans le district de Zhambyl, au bord du lac Balkhach (un projet de centrale nucléaire sur ce site a été initié durant la période soviétique),.
En février 2022, le ministère de l'Énergie kazakh annonce que le Gouvernement étudie un panel de six candidats : le SMR de NuScale (États-Unis), le BXRW-300 de GE-Hitachi, l'APR1400 de KHNP, filiale de KEPCO (Corée du Sud), le Hualong-1 de CNNC (Chine), les VVER 1000 et 1200 de Rosatom (Russie) et l'EPR 1200 d'EDF,. En juin 2022, le Gouvernement écarte les propositions de NuScale et de GE-Hitachi car, à cette date, aucun de leurs réacteurs n'est en construction ou en exploitation dans le monde. Le choix du modèle de réacteur est attendu pour le courant de l'année 2025.
L'agence kazakh pour l'énergie atomique annonce en juin 2025 avoir sélectionné le VVER-1200 du russe Rosatom pour la construction de sa première centrale nucléaire, ainsi que CNNC pour une éventuelle deuxième centrale nucléaire dans le pays,.

### Tchéquie: Dukovany 5
En 2012, la Tchéquie a éliminé Areva de son appel d'offres pour deux nouveaux réacteurs à la centrale de Temelín, en raison du refus d'Areva de s'engager sur un prix fixe et un délai.
Dans le cadre de sa transition énergétique, le gouvernement tchèque annonce en 2015 puis confirme le 8 juillet 2019 son intention d'augmenter la part d'électricité d'origine nucléaire de 35 % en 2015 à 50 % d'ici 2050, principalement en remplacement de ses centrales à charbon (pesant pour 50 % de son mix électrique en 2020),. La centrale nucléaire de Dukovany, disposant de quatre réacteurs VVER 440 exploités par ČEZ, est retenue par le Premier ministre Andrej Babiš en novembre 2019 pour la construction d'un nouveau réacteur : Dukovany 5. L'objectif est un premier béton coulé en 2029 pour un raccordement au réseau en 2036. Le montant du projet est estimé entre 5,5 et 6,2 milliards €,.
Les médias locaux rapportent que l'autorité tchèque et ČEZ étudient les propositions de six concurrents internationaux : EDF, KHNP filiale de KEPCO (Corée du Sud), Rosatom (Russie), China General Nuclear Power (Chine), Westinghouse (États-Unis) et un réacteur franco-japonais Atmea. En juin 2022, trois propositions sont réellement étudiées : celles d'EDF, de Westinghouse et de KHNP. Les groupes chinois et russe n'ont pas été autorisés à participer à l'appel d'offres, et le projet ATMEA semble au point mort.
La proposition d'EDF est un EPR1200, de puissance diminuée à 1 200 MWe, conformément aux contraintes du projet. Après une première offre en novembre 2022, EDF remet à ČEZ trois offres formelles le 31 octobre 2023 : la première pour la construction, la mise en service et la fourniture en combustible d'un EPR1200 à Dukovany 5, la deuxième est une offre incitative d'un EPR1200 supplémentaire Dukovany 6, et la troisième est une offre incitative pour la construction d'une paire d'EPR1200 (Temelín 3 et 4) sur le site de la centrale nucléaire de Temelín. Le 1er février 2024, le gouvernement tchèque écarte l'offre de Westinghouse et exprime sa volonté de construire quatre nouveaux réacteurs : deux à Dukovany et deux à Temelín,,. Le choix entre l'APR-1000 de KHNP (version de moindre puissance de l'APR-1400) et l'EPR1200 d'EDF est attendu pour juin 2024,,.
Le 17 juillet 2024, le gouvernement Tchèque annonce la sélection de KHNP pour la construction d'une paire d'APR-1000 à Dukovany, ainsi que pour une éventuelle deuxième paire à Temelín.

### Autres
Libye : en août 2007, un porte-parole du CEA a expliqué que « le groupe français Areva a été sollicité par les autorités libyennes dès le mois de juin pour présenter le tout dernier modèle de centrale nucléaire EPR »,,, mais le président Nicolas Sarkozy a démenti, lors de son séjour aux États-Unis à la même période, le projet de vente d'un réacteur EPR au régime libyen.
L'Afrique du Sud annonce en décembre 2008, l'annulation de son programme de nouveaux réacteurs nucléaires,.
L'émirat d'Abou Dabi était en négociation pour quatre réacteurs proposés par Areva, GDF-Suez et Total, mais le 28 décembre 2009, l'offre de quatre APR1400 du consortium mené par le sud-coréen KEPCO est retenue.
En 2010, Silvio Berlusconi envisage la construction de quatre EPR en Italie ; mais lors d'un référendum organisé le 13 juin 2011 (soit trois mois après l'accident de la centrale de Fukushima), les italiens s'opposent à 95 % à la construction de nouveaux réacteurs nucléaires.

## Bilan mondial
Les caractéristiques des réacteurs sont données dans le tableau ci-après, les données sont principalement issues de la base de données PRIS (Power Reactor Information System) de l'Agence internationale de l'énergie atomique (AIEA) :
- la puissance thermique est la puissance fournie par la chaudière nucléaire ;
- la puissance nette est la puissance électrique fournie sur le réseau et sert d'indicateur en matière de puissance installée ;
- la puissance brute est la puissance fournie par l'alternateur (soit la puissance nette augmentée de la consommation interne de la centrale).

Le début de construction correspond à la date de « coulée du premier béton » (fondation du radier du bâtiment réacteur). La durée de construction correspond au délai entre la coulée du premier béton et la première connexion au réseau électrique. Une tranche (nom utilisé pour un réacteur complet) est considérée comme opérationnelle après son premier couplage au réseau. La mise en service commercial est le transfert contractuel de l’installation du constructeur vers le propriétaire, en principe après réalisation des tests réglementaires et contractuels et après fonctionnement continu à 100 % pendant une durée définie au contrat de construction. Un réacteur est considéré opérationnel depuis sa première connexion au réseau jusqu'à sa mise à l'arrêt définitif.
| Pays        | Centrale      | Unité | Statut          | Puissance   | Puissance | Puissance        | Début de construction | Première divergence | Première connection au réseau | Mise en service commercial | Durée de construction |
| Pays        | Centrale      | Unité | Statut          | Nette (MWe) | Brute [() | Thermique (MWth) | Début de construction | Première divergence | Première connection au réseau | Mise en service commercial | Durée de construction |
| ----------- | ------------- | ----- | --------------- | ----------- | --------- | ---------------- | --------------------- | ------------------- | ----------------------------- | -------------------------- | --------------------- |
| Chine       | Taishan       | 1     | Opérationnel    | 1 660       | 1 750     | 4 590            | 28 octobre 2009       | 6 juin 2018         | 29 juin 2018                  | 13 décembre 2018           | 8 ans et 8 mois       |
| Chine       | Taishan       | 2     | Opérationnel    | 1 660       | 1 750     | 4 590            | 15 avril 2010         | 28 mai 2019         | 23 juin 2019                  | 7 septembre 2019           | 9 ans et 2 mois       |
| Finlande    | Olkiluoto     | 3     | Opérationnel    | 1 575       | 1 660     | 4 300            | 12 août 2005          | 21 décembre 2021    | 12 mars 2022                  | 16 avril 2023              | 16 ans et 7 mois      |
| France      | Flamanville   | 3     | Opérationnel    | 1 630       | 1 650     | 4 300            | 3 décembre 2007       | 3 septembre 2024    | 21 décembre 2024              |                            | 17 ans et 18 jours    |
| Royaume-Uni | Hinkley Point | C-1   | En construction | 1 630       | 1 720     | 4 524            | 11 décembre 2018      |                     |                               |                            |                       |
| Royaume-Uni | Hinkley Point | C-2   | En construction | 1 630       | 1 720     | 4 524            | 12 décembre 2019      |                     |                               |                            |                       |
| Royaume-Uni | Sizewell      | C-1   | En projet       | ~1 600      | ~1 720    | ~4 524           |                       |                     |                               |                            |                       |
| Royaume-Uni | Sizewell      | C-2   | En projet       | ~1 600      | ~1 720    | ~4 524           |                       |                     |                               |                            |                       |

## Concurrents de troisième génération
Il existe plusieurs réacteurs de troisième génération concurrents,, :
- l'AP1000, de l'américain Westinghouse, réacteur à eau pressurisée dont le premier exemplaire, Sanmen 1, est connecté au réseau en juin 2018, suivi en août 2018 par deux autres réacteurs : Sanmen 2 et Haiyang 1[298],[299] ;
- l'APR1400, du sud-coréen KEPCO, réacteur à eau pressurisée dont le premier exemplaire, Shin-Kori 3, est mis en service en décembre 2015[300],[301],[302] ;
- le Hualong-1 chinois, développé par la China General Nuclear Power Corporation (CGNPC) et la China National Nuclear Corporation (CNNC)[303] ;
- le VVER-1200 (et le VVER-TOI) du russe Rosatom, réacteur à eau pressurisée dont le premier exemplaire, Novovoronezh II, est mis en service en 2016[304],[305],[306],[307].

L'EPR, dit de « génération 3 + », est plus cher que l'APR-1400 coréen, en grande partie parce qu'il est plus sûr, grâce à sa double enceinte de confinement et à son récupérateur de corium, destiné à récupérer le cœur fondu dans le cas d'un accident de type Tchernobyl ou Fukushima. Le réacteur coréen n'a pas de probabilité de défaillance supérieure à un EPR, selon un expert du CEA, mais, en cas d'accident grave, les conséquences seraient supérieures pour l'environnement[source insuffisante].

## Réacteurs dérivés

### EPR2 (anciennement EPR-NM «Nouveau Modèle»)
Les difficultés de réalisation des EPR de Flamanville, Olkiluoto et Taishan, les dysfonctionnements pointés par le Rapport Folz remis en octobre 2019, ainsi que les nombreuses modifications entreprises par EDF et Framatome ont motivé dès 2017 le développement d'un EPR-NM, pour « Nouveau Modèle ». Celui-ci conserve les caractéristiques principales de l'EPR, dans une version à la réalisation industrielle optimisée et moins coûteuse. Ainsi, EDF dépose en mars 2017 un dossier d’options de sûreté à l'Autorité de sûreté nucléaire (ASN) pour un EPR-NM.
Initialement, EDF envisage une augmentation de puissance de l'EPR-NM à 1 750 MWe (contre 1 650 MWe pour l'EPR), mais l’ASN considère cette augmentation de nature à réduire les marges de sûreté et n’y est donc pas favorable. Le projet d'EPR-NM est renommé EPR2 après quelques modifications supplémentaires, consistant essentiellement en un retour à la puissance de l'EPR initial, l'utilisation des mêmes assemblages combustibles, une enceinte de confinement à simple paroi avec « liner » et un passage de quatre à trois trains de systèmes de sauvegarde,.
Dans une note publiée en mars 2018 pour contribuer au débat sur la programmation pluriannuelle de l'énergie (PPE), la Sfen estime que des gains importants sont possibles par rapport aux premiers chantiers : de l’ordre de 30 % sur le coût de construction, grâce à des effets de série et d’apprentissage, et jusqu’à 50 % sur les coûts financiers, notamment dans la conception des contrats ; pourront s'y ajouter des gains d'effet de paire (jusqu'à 15 % pour le second réacteur du site), d'effet de série sur un programme et d'effet de rythme de construction.
Le 16 juillet 2019, après étude du dossier, recueil de l’avis du groupe permanent d’experts pour les réacteurs (GPR) et recueil des résultats de la consultation du public, l’ASN rend son avis sur les options de sûreté de ce projet : « L’ASN considère que les objectifs généraux de sûreté, le référentiel de sûreté et les principales options de conception sont globalement satisfaisants ».

### L'EPR1200
L'EPR1200 est un réacteur nucléaire de moyenne puissance, développé par EDF pour répondre aux attentes du projet Dukovany 5 en Tchéquie,. La principale différence avec ses autres modèles repose sur une puissance maximale diminuée à 1 200 MWe (fournie par une turbine Arabelle-1000) et un circuit primaire à trois boucles au lieu de quatre,.
Il s'agit d'un réacteur dérivé de l'EPR2 et qui en reprend toutes les caractéristiques de sureté. L’ASN considère que la reconduite au maximum d’équipements de l'EPR2 sur un réacteur de moindre puissance est de nature à renforcer les marges de sûreté. L'ASN rend son avis sur les options de sûreté de l'EPR1200 en février 2023, qui est favorable et globalement similaire à celui rendu en juillet 2019 pour l'EPR2.